# Ḭ́
Cette page contient des caractères spéciaux ou non latins. S’ils s’affichent mal (▯, ?, etc.), consultez la page d’aide Unicode.
Ḭ́ (minuscule : ḭ́), appelé I tilde souscrit accent aigu, est un graphème utilisé dans l’écriture du mbelime et du nateni.
Il s’agit de la lettre I diacritée d’un tilde souscrit et d’un accent aigu.

## Représentations informatiques
Le I tilde souscrit accent aigu peut être représenté avec les caractères Unicode suivants :
- précomposé (latin étendu additionnel, diacritiques) :

| formes    | représentations | chaînes de caractères | points de code | descriptions                                                     |
| --------- | --------------- | --------------------- | -------------- | ---------------------------------------------------------------- |
| capitale  | Ḭ́               | Ḭ◌́                    | U+1E2C U+0301  | lettre majuscule latine i tilde souscrit diacritique accent aigu |
| minuscule | ḭ́               | ḭ◌́                    | U+1E2D U+0301  | lettre minuscule latine i tilde souscrit diacritique accent aigu |

- décomposé (latin de base, diacritiques)[1],[2] :

| formes    | représentations | chaînes de caractères | points de code       | descriptions                                                                 |
| --------- | --------------- | --------------------- | -------------------- | ---------------------------------------------------------------------------- |
| capitale  | Ḭ́               | I◌̰◌́                   | U+0049 U+0330 U+0301 | lettre majuscule latine i diacritique tilde souscrit diacritique accent aigu |
| minuscule | ḭ́               | i◌̰◌́                   | U+0069 U+0330 U+0301 | lettre minuscule latine i diacritique tilde souscrit diacritique accent aigu |